# Ивано-Франковская и Коломыйская епархия
Ивано-Франковская и Коломыйская епархия (укр. Івано-Франківська і Коломийська єпархія) — епархия Украинской православной церкви на территории Ивано-Франковской области Украины.
Кафедральный город — Ивано-Франковск. Кафедральный храм — собор Рождества Христова (Ивано-Франковск).

## История
19 февраля 1946 года указом Священного синода Русской православной церкви (РПЦ) и патриарха Алексия I униатский священник Антоний Пельвецкий, деятельный член инициативной группы по воссоединению с РПЦ, был назначен епископом Станиславским и Коломыйским. Его хиротония состоялась 24 февраля.
8—10 марта 1946 года на Львовском соборе униатские клирики и верующие Галиции вернулись в лоно Русской православной церкви. После Львовского собора с Православной церковью воссоединились 648 приходов, 237 священников. Несмотря на переход большей части униатских клириков на Западной Украине в православие, об исчезновении униатства в Галиции говорить не приходилось. Во многом причинами этого являлись установка советских властей на силовые методы при проведении воссоединения и отсутствие разъяснительной и просветительной работы с униатами.
В 1962 году в связи с переименованием Станислава в Ивано-Франковск епархия стала именоваться Ивано-Франковской и Коломыйской.
В 1970—1980-х годах для епархии было характерно сокращение количества приходов и одновременно рост числа священнослужителей. Тем не менее, к 1990 году епархия насчитывала 369 приходов.
20 ноября 1989 года Совет по делам религий при Совете министров УССР объявил о государственной регистрации греко-католических приходов. Начался массовый переход общин из Московского патриархата в унию. Одновременно многие приходы, исповедовавшие православие до присоединения к СССР, примкнули к раскольнической Украинской автокефальной православной церкви. Как униаты, так и «автокефалисты» были едины в наступлении на Русскую церковь, которое повсеместно развернулось на Западной Украине. 20 декабря 1989 года группа униатов вместе с представителями «комитета по защите Украинской католической церкви» и «Народного руха Украины» во время богослужения в Воскресенском соборе ворвалась в храм, изгнала православных верующих и захватила собор. 28 января 1990 года Ивано-Франковский горисполком принял решение о передаче Воскресенского собора униатам. В конце 1980-х — начале 1990-х годов Ивано-Франковская епархия в большей степени, нежели другие епархии на Украине, пострадала от агрессии униатов и автокефалистов: если к 1 января 1992 года в Тернопольской области действовали 273 православных прихода, во Львовской области — 166 приходов, то в Ивано-Франковской области сохранилось лишь 18 общин. Летом 1992 года епархия пережила очередной натиск, на этот раз со стороны сторонников Киевского патриархата неканонической Украинской православной церкви. Однако, несмотря на предупреждения тогдашнего епископа Черновицкого Онуфрия (Березовского), направившего телеграмму главе Ивано-Франковской областной администрации Б. Павлыку о возможном приезде в Ивано-Франковск для защиты Епархиального управления нескольких тысяч православных верующих с Буковины, число верных продолжало неуклонно сокращаться.
По данным епархии, по состоянию на 2018 год в ней числились 28 храмов и три монастыря. Восемь приходов действовали на территории Коломыйского района: в селах Ценява, Старый Гвоздец, Чехова,Товмачик и Коршев, посёлке городского типа Отыния, два храма в городе Коломыя и один мужской монастырь в селе Бабянка. В Верховинском районе насчитывалось шесть приходов: в селах Чёрная Речка, Гринява, Сеньковское (Яблуницкого сельского совета), Головы, посёлке Верховина и церковь и мужской монастырь в селе Пробойновка. Три общины были в посёлке Богородчаны, селе Поховка и селе Кричка Богородчанского района. Два прихода действовали в Долинском районе: в селе Вышков и в городе Долина. Две церкви действовали в Косовском районе: в селе Кобаки и в самом Косове. По одной общине есть в Надворной, Снятине, Калуше и в селе Конюшки Рогатинского района. Одна церковь и женский монастырь действуют в селе Тустань Галицкого района. Два храма действовали в Ивано-Франковске. Для сравнения: в трёх епархиях созданной в декабре 2018 года поместной Православной церкви Украины (ПЦУ), расположенных на территории Ивано-Франковской области, более 450 приходов.
В январе 2019 года начался переход церковных общин в получившую томос об автокефалии Православную церковь Украины. Первым, 13 января 2019 года, в ПЦУ перешёл приход Николаево-Успенского собора города Коломыя с настоятелем и тремя клириками. В тот же день в селе Поховка Богородчанского района на собрании в сельском клубе, где присутствовали как сторонники, так и противники перехода, большинством голосов, превышающих две трети общины, было принято решение о переходе в ПЦУ. Поскольку настоятель храма отказался поддержать свою общину, епархией было распространено заявление о том, что, сборы были проведены незаконно. 30 января 2019 года официальный сайт епархии сообщал об усилении давления на клириков епархии со стороны правоохранительных органов: «настоятели приходов Ивано-Франковской епархии получают телефонные звонки с „приглашениями“ явиться в местные структуры правоохранительных органов. При этом правоохранители без каких-либо объяснений требуют предоставить для ознакомления учредительные документы религиозной общины, документы о праве собственности на здание храма, земельный участок и тому подобное». В ночь с 31 января на 1 февраля 2019 года был захвачен храм в Богородчанах, но община храма заявила о верности УПЦ. 3 февраля 2019 года община Петропавловского собора в Богородчанах большинством голосов приняла решение перейти в ПЦУ, но небольшое количество прихожан сохранили верность УПЦ. Распространённая в СМИ в марте 2019 года информация о переходе в ПЦУ прихода Свято-Димитриеского храма села Пробойновка не подтвердилась. В ноябре 2019 года община Свято-Успенской церкви села Гринява перешла в ПЦУ.
По данным епархии, в течение 2019 года активную религиозную жизнь вели около десяти приходов: общины кафедрального собора Рождества Богородицы в Ивано-Франковске, Свято-Дмитровского храма в Пробойновке, Иконы Богоматери в селе Ценява, Иоанна Предтечи в Долине, Рождественского храма села Вышков, Свято-Михайловского Угорницкого монастыря в Бабянке, Спасской церкви в Кричке, Успенского храма Коршева, домовой церкви Старого Гвоздеца, Успенского храма Гринявы (до перехода общины в ПЦУ), а также храма Николая Чудотворца в Калуше.

## Епископы
- Антоний (Пельвецкий) (24 февраля 1946 — 3 февраля 1957)
- Иосиф (Савраш) (4 августа 1957 — 12 октября 1982)
- Макарий (Свистун) (12 октября 1982 — 26 июня 1985)
- Лазарь (Швец) (26 июня — 4 октября 1985)
- Макарий (Свистун) (4 октября 1985 — 20 марта 1990)
- Феодосий (Дикун) (20 марта 1990 — 29 сентября 1991)
- Агафангел (Саввин) (7 августа — 7 сентября 1991)
- Иларион (Шукало) (29 сентября 1991 — 22 января 1992)
- Онуфрий (Березовский) (23 января — 7 апреля 1992)
- Николай (Грох) (29 июля 1992 — 18 октября 2007)
- Пантелеимон (Луговой) (19 октября 2007 — 23 декабря 2014)
- Тихон (Чижевский) (28 декабря 2014 — 14 июля 2018)
- Филарет (Кучеров) (14 июля 2018 года — 25 сентября 2018) (в/у), аеп. Львовский
- Серафим (Зализницкий) (25 сентября 2018 года — 23 ноября 2022)
- Вениамин (Межинский) (9 марта 2022 — 4 декабря 2022) (в/у), еп. Хотинский
- Никита (Сторожук) (с 4 декабря 2022)

## Благочиннические округа
- Богородчанский
- Городенковский
- Ивано-Франковский
- Коломыйский
- Косовский
- Рогатинский

## Монастыри
- Покровский монастырь (женский; село Тустань, Галичский район)
- Михайловский Угорницкий монастырь (мужской; село Бабянка, Коломыйский район)
- Свято-Троицкий Дуконский монастырь (мужской; село Пробойновка, Верховинский район)